# Seznam hrvaških astronomov
Seznam hrvaških astronomov.

## B
- Antun Karlo Bakotić (1831 - 1887)
- Ivo Benko (1851 - 1903)
- Mirko Daniel Bogdanić (1762 - 1802)
- Ruđer Josip Bošković (1711 - 1787)
- Franjo Bruna (1745 - 1817)

## D
- Gabrijel Divjanović (1913 - 1991)
- Andrija Dudić (1533 - 1589)

## C
- Juraj Carić (1854 - 1927)

## Đ
- Ignjat Đurđević (1675 - 1737)

## F
- Marino Fonović (1964 - )

## G
- Marin Getaldić (1568 - 1626)
- Juraj (Gjuro) Golubić (1916 - 1969)
- Spiridon Gopčević (Leo Brenner) (1855 – 1928)
- Stjepan Gradić (1613 - 1683)
- Gloryan Grabner

## H
- Branko Hanžek (1957 -)

## I
- Željko Ivezić (1965 -) (bosansko-ameriški)

## J
- Mario Jurić (1979 -)

## K
- Korado Korlević (1958 -)
- Ferdinand Konšćak (1703 - 1759)
- Oton Kučera (1857 - 1931)
- Vlaho Kučera (1898 - 1983)
- Adam Kugler (1886 - 1918)

## M
- Miroslav Mance (1872 - 1943)
- Željko Marković (1889 - 1974)
- Ivan Mažuranić
- Nikola Miličević (1887 - 1963)
- Vojislav Mišković (1892 - 1976) (hrv.-srb.)
- Stjepan Mohorovičić (1890 - 1980)

## P
- Janus Pannonius (1434 - 1472)
- Ivan Paskvić (1754 - 1829)
- Đuro Pilar (1846 - 1893)

## R
- Ante Radonić (1951 -)
- Slavko (Vjekoslav) Rozgaj (1895 - 1978)

## S
- Drago Sirovica (1965 - 1995)
- Vernesa Smolčić
- Ignacije Szentmartony (1710 - 1793)

## U
- Ivan Ureman (1583 - 1621)

## V
- Ivan Vitez Sredniški (1405/08 - 1472)
- Vladis Vujnović (1933 - 2025)
- Paula Vulić

## Z
- Francesco Zagar (1900 – 1976)
- Ivan Luka Zuzorić (1716 – 1746)